# Platypalpus niveiseta
Platypalpus niveiseta är en tvåvingeart som först beskrevs av Zetterstedt 1842.  Platypalpus niveiseta ingår i släktet Platypalpus och familjen puckeldansflugor. Arten är reproducerande i Sverige. Inga underarter finns listade i Catalogue of Life.